# Scissione (biologia)
La scissione è la più diffusa modalità di riproduzione asessuata, soprattutto per organismi semplici, quali batteri, protisti e piante, ma anche alcuni animali (poriferi, cnidari, platelminti, echinodermi) e alcuni tipi di alghe unicellulari. Con questo termine si può anche indicare la divisione in più parti di un corpo, di una popolazione di individui o di una specie, e la rigenerazione di tali parti in modo da ottenere singoli individui.
Più specificamente, il termine scissione usato come modalità di riproduzione, viene applicato agli organismi unicellulari, mentre per i pluricellulari in genere si usa il termine frammentazione. I vantaggi sono la rapidissima colonizzazione, sempre che l'ambiente rimanga stabile, mentre lo svantaggio è la scarsissima adattabilità. La riproduzione asessuata produce quindi discendenti geneticamente identici tra loro ed al loro progenitore. Trattasi quindi di un processo "conservativo" in grado di trasmettere invariate le caratteristiche parentali ai discendenti. Tale meccanismo non va confuso con la mitosi e la citocinesi, i quali richiedono la presenza di un nucleo cellulare e di centrioli.
Esistono 3 tipi diversi di scissione riproduttiva: la scissione binaria, la scissione multipla e la scissione ineguale, meglio conosciuta come gemmazione.

## Scissione binaria

Fasi rappresentative del processo di scissione binaria.

Rappresentazione animata del processo di scissione binaria.

La scissione procariotica o fissione binaria è tipica oltre che di organismi procarioti, anche di alcuni organuli presenti negli organismi eucarioti (quali mitocondri, cloroplasti e perossisomi).
Negli unicellulari, essa avviene con la formazione di un setto trasversale (o invaginazione) al centro della cellula, moltiplicazione del DNA (un'unica molecola circolare), il quale è associato alla membrana cellulare in corrispondenza di una piega detta mesosoma, senza alcuna strozzatura delle pareti originali della cellula madre; quando il processo è completo si divide in due parti uguali e distinte, tali da permettere la separazione delle due nuove cellule. Anche in questo caso possiamo riscontrare delle eccezioni, tra le quali la scissione binaria di uno Streptococcus; in questo caso le due cellule figlie non si separeranno definitivamente, bensì rimarranno legate, seppur di una minima porzione.
Il corpo si divide trasversalmente o longitudinalmente. Ognuna delle parti è in grado di dare origine ad un nuovo organismo.
Nei pluricellulari, vi è la scissione in due parti dell'organismo, tramite mitosi, come nelle planarie che sono in grado di dividersi trasversalmente in due tronconi (regione cefalica e caudale).

## Scissione multipla
O politomia nella quale inizialmente il nucleo si divide numerose volte in rapida successione, portando alla formazione di una cellula plurinucleata, e successivamente, con la comparsa di membrane che dividono il citoplasma della cellula madre, si separano altrettante cellule figlie uninucleate. La schizogonia è un tipo di scissione multipla tipica dei protozoi (sporozoi), e si alterna con una fase di riproduzione asessuata detta sporogonia.